# Endo-EKG
Das Endo-EKG (z. B. Alphacard®) ist eine elektrokardiographische Technik um bei der Anlage eines Zentralen Venenkatheters (ZVK) eine Lagekontrolle des Katheters durchzuführen. Dies geschieht nach dem Einbringen des ZVK mit Hilfe eines angeschlossenen Zusatzmoduls. Dabei werden die elektrischen Herzpotentiale durch den Katheter geleitet und die Höhe der P-Welle am EKG-Monitor abgelesen.

## Vorteile
- sofortige Lagekontrolle der Katheterspitze
- keine Röntgenstrahlenbelastung

## Nachteile
- keine genaue Beurteilung bei Herzrhythmusstörungen, insbesondere bei Vorhofflimmern mit fehlender P-Welle.
- kein sicherer Ausschluss eines Pneumothorax